# Let'sダチ公
『Let'sダチ公』（レッツダチこう）は、原作：積木爆（立原あゆみ）、作画：木村知夫による日本の漫画作品。『週刊少年チャンピオン』（秋田書店）にて、1985年（昭和60年）19号から1988年（昭和63年）42号まで連載された。単行本は全18巻。全163話。続編として、1994年に同じく『週刊少年チャンピオン』に掲載された『I'mダチ公』（単行本全1巻）、また2006年に『別冊漫画ゴラク』（日本文芸社）にて掲載された『新Let'sダチ公 極道大学金時計』がある（単行本全4巻）。また『週刊少年チャンピオン』創刊40周年企画として、同誌の2009年41号に読み切り作品が掲載された。
ツッパリ高校生コンビの秋葉瞬と森陽一がケンカに明け暮れる学生生活を描いた不良漫画（ヤンキー漫画）。2人が私立海西学園高等学校（以下「海西」）の番長グループ内で出世しつつ、他高との縄張り争いを繰り広げていくのが主なストーリー。
タイトルにも含まれる単語「ダチ」（後述）が、重要なキーワードとしてセリフの随所に出てくる。本項でもダチを使用する。唐突かつ大掛かりな演出が多い。作品内の時代は1985年（昭和60年）。舞台となる海西高校の地理は具体的に明示されていないが、「北関東の県」と描かれている。

## 物語構成とあらすじ
以下の各編の名称は、本項内のみの便宜上の呼称。作中には部や編などの明確な区分表記はない。
1. 導入編 - 瞬と陽一のコンビの日常生活が描かれる。授業を受けたり、校内のよろず揉め事を解決したりしつつ、作田や中西など主要な人物たちが登場してくる。
2. 関東梅林戦争編 - 梅林(ばいりん)高校の関東分校との戦争。海西高校は、関東から梅林の番長とその一味を追い出すことに成功する。年度が進み、全員進級。作田たち3年生は卒業していく。その後、関東の諸高校にはびこる梅林の「草番」を掃討するため、瞬と陽一が奮闘する。
3. 静岡梅林戦争編 - 梅林大阪本校が、静岡を中心とした中部地方に侵攻してきた。海西と中部連合は、富士山麓にて梅林幹部をタイマンで倒し、中部地方を取り戻す。
4. 大阪梅林戦争編 - 後に仲間になる西垣津(にしがいつ)が登場し、大阪梅林本校との決戦のきっかけが生まれていく。その最中、作田が暗殺される。作田の弔いと全国の平和のため、大阪の梅林本校を関東・中部連合が攻略する。死闘の末、瞬が梅林総番を討ち取って決着する。
5. 山梨A級少年院編 - 梅林総番を半殺しにした罪で、瞬が少年院に服役。そこで、九州の総長・段木(だんぎ)が関東制覇の野望を進めていることを知る。
6. 九州戦争編 - 瞬は脱走を繰り返して、段木の野望を食い止めようとする。その間に年度が進み、進級。瞬と陽一は3年生となる。そして関東地方に九州勢が侵攻してきた。陽一たち海西高校連合は段木を追い詰め、出所したばかりの瞬が段木をタイマンで倒して、戦争を終結させる。
7. 京都戦争編 - 京都のエリート高・海東(かいとう)学園が、段木と中西を殺害。権力者が裏で手を引いていることを知った海西率いる連合軍は、黒幕のVIP宅に突入する。
8. 完結編 - 全国の高校の平和と安全について話し合う機関「全国高校会議」が設立される。唯一不参加の北海道地区も瞬がタイマンで下し、ここに全国の高校が一つにまとまった。瞬と陽一はお互いを讃え合いながら、海西高校を卒業していく。

## 用語
ダチ
不良言葉で友達の意であるが、本作では一般的な友達の意を大きく超えた、強固な人間の絆を表す言葉として全編で頻出する。単行本に収録されている作者のコメント内でも頻用される。瞬によれば、「世の中で一番大切なもの」「自分の命よりダチの命が大事」。陽一によれば、「学園が無事でもダチ失ったらなんにもならない」とのことである。
「ダチ」を含む代表的なセリフ
「タイマンはったらダチ!」
タイマンをはった相手は、たとえ敵でも以後ダチとして扱うという考え方。初出は第10話のサブタイトル。セリフとしての初使用は同話の瞬より。主人公2人を始め、本作の登場人物の多くが、この考え方を受け入れていくようになる。陽一いわく、「関東のことわざ」「関東のいいつたえ」。
同じ原作者の「本気！」でも引用され「そんなフレーズがありましたね」というシーンがあった。
「Let'sダチ公!」
行こうぜ!などの意味合いで使用される。本作のタイトルそのものでもある。
「女一瞬、ダチ一生」
女はきまぐれなもので、今は仲が良くてもいつかは別れる。しかし、ダチとの絆は一生ものであるといった意味を含む言葉。
タイマン
不良言葉で「一対一でケンカすること」を指す。ここでは、本作におけるタイマンの主なルール(いずれも不文律)について記述する。
一対一が原則
どのような状況でも一対一を原則とする。仲間や他人が見届けるのは問題ないが、手を出したりすると、出させた人間は卑怯と罵られる。タイマンの約束を反故にしても同様である。なお女とは、どんなに女側に戦闘力があってもタイマンはしない。男と女がタイマンする方法とはセックスである。
武器を使用しない
刃物や飛び道具はもちろん、鎧やナックルなどの身に着けるものまで、一切使用してはならない。使用するとドグサレと罵られる。ただし、武器を使用した相手には、自分も武器を使用してよい(この場合はタイマンではなくなる)。
戦えなくなったら終了
相手が動けなくなったり、戦意喪失したりしたらそこで決着する。相手を殺してはならない(死なせるとダチになれないから)。双方同時に戦闘不能になった場合は引き分けとなる。いずれも、終了後は相手とダチになる。
その他のローカルルール
海西高校には、タイマンを申し出られたら必ず受けるという伝統がある。また九州では、手段を選ばずとにかく勝てばよいという風潮が見られる。
番（ばん）
いわゆる「番を張る」の「番」だが、本作ではかなり明確に定義されており、学校内では生徒会のように公式に組織づけられている。どの学校も番を学校側から認められており、電話まで引かれた「総番室」がある。
学校内の行事等を扱う生徒会と違い、主に生徒間の秩序維持や他校との交流、トラブル対応などのために存在する。単純にケンカの強弱で序列が決まるようだが、作田のように生徒会長と兼任する場合もある。
真面目な学校では番そのものがないところもある。逆に梅林のように不良生徒ばかりの学校では番が異常な力を持っており、広域暴力団並の機動力・戦闘力を保持している。
総番（そうばん）
裏の生徒会長。各学校の不良の頂点であり、基本的にタイマンが一番強い者がなるが、人を引っ張っていくカリスマ性も必要なようである。ヤクザの親分のような存在だが、梅林のようなメチャクチャな不良学校でも総番は民主的に決められているようで、継承位が詳細に決められていて功績(主に近隣他校とのケンカによる制圧活動)によって位が上がる。
また、ある地方で最も力のある総番を「総長」と呼ぶ。例えば、関東地方の総長は作田、九州地方の総長は段木である。
副番（ふくばん）
その名の通り、総番をサポートする番のナンバー2。
外番（そとばん）
番長組織における、いわば外務大臣。周辺の高校の外番同士が集まって月1回行われる「外番会議」で、問題を話し合うのが主な仕事。
若番頭（わかばんがしら）
校内の一般生徒や役職のない平番をまとめる役どころで、海西では外番とはほぼ同格とされている。
草番（くさばん）
「草」とは忍者の隠語。つまり、番長組織が他県の高校に潜伏させた工作員である。その高校の学生として入学し、普段はおとなしくしているが、本校からの指示によって行動を起こす。
陰番（かげばん）
九州編のみで登場。段木に屈服した高校の番で構成された組織。隠密のような覆面をかぶっている。指揮官は萌火火見子。

## 登場人物
地方ごと、高校ごとに記述する。

### 関東地方

#### 私立海西学園高等学校
学年は登場時のもの。主人公2人以降は、学年順に記述。
秋葉 瞬（あきば しゅん）
2人の主人公のうちの1人。1年生。
面長で細目で瞳は小さく、眉は細く、眉尻でほぼ垂直につり上がっている。眉間には常に険があり、人相が悪い。髪を立てて極端なソリコミを入れているが、それを差し引いても頭部が異様に長く見える描かれ方をしている(ソリコミのある他の人物も同様)。半袖シャツ、半ズボンなど、軽快な服を好む。
性格はきわめて凶暴で、ケンカっ早い。無用の争いをたびたび起こし、身内をトラブルに巻き込んだり、作戦を台無しにしたりすることもしばしば。反面、とても人なつっこく、相手の懐に入れる。校舎、航空機などを破壊したこともある。ケンカの得意技はドロップキック、ジャーマンスープレックス、アルゼンチンバックブリーカーなどのプロレス技。物語当初は、ケンカも強くなく、上級生に金を巻き上げられたり、卑屈な態度を見せたりすることもあった。だが、やがて自信をつけどんな強敵をも堂々と撃破していくようになり、「二代目大関東」の通り名まで付いた。
もう1人の主人公・陽一とはダチであり、多くの場合行動を共にする。美鳥とは恋人同士で、セックスの事前・事後シーンがたびたび描かれる。作田を「兄貴」と呼び、思い出すだけで涙ぐむほどに心から尊敬している。
本作におけるタイマンの多くを請け負っている。1年生で無役→若番補佐→外番(陽一と2人外番)→外番(単独)、2年生以降も卒業まで外番を務めた。この世で一番大切なものはダチと言い切っており、「ダチ」を含めたセリフが陽一と並んで非常に多い。
実家の描写から、かなり裕福な家庭の息子と思われる。親はケンカ三昧の息子を温かく見守っている(放任や無関心ではなく、常に声をかける。瞬もそれを嫌がってはいない様子である)。最終回において、卒業後は働くことを決める。
続編『I'mダチ公』では、教師となり海西高校に赴任してくる。
森 陽一（もり よういち）
2人の主人公のうちの1人。1年生。
眉は太く、目は丸く、瞳は大きい。左の頬に切り傷がある以外は整った顔立ちである。
性格は瞬と同じく、ダチを何よりも大切にし、頭に血が上りやすい。ただし、怒りを拳で表現する瞬と異なり、陽一は組織的な作戦を即決することも多い(ダチが遭難したら捜索隊を派遣する等)。総番に就任してからは特に、「伝統」「誇り」などといった大義名分を掲げて行動していくようになる。
導入編までは、何をするにも瞬と一緒で、作中の扱いも同等であったが、梅林戦争が激化するあたりからは、瞬を諌めるシーンが多くなり出番とタイマンが減ってしまう。九州編になって、再び出番とタイマンが増える。
右利きであるが、ケンカの得意技は左ストレートと右アッパー。ボクサーとのタイマンを買って出てこれを迎撃し、階級について知識があるなど、ボクシングの造詣がある。
1年生で無役→若番補佐→外番(瞬と2人外番)。遠藤の失脚後、若番頭に昇進。その後、任期途中で退いた四方の跡を継ぎ、2年生にして海西高校の総番となる。
実家や家族の描写は一切無い。旧友との会話から、高校入学前から不良であったことがうかがえ、ヤクザや暴走族の頭などに知り合いがいる。最終回において、卒業後は大学に推薦入学することを決める。
作田 良樹（さくた よしき）
総番。3年生。関東地方を束ねている関東総長でもある。
バランスの良い、逞しい肉体。男らしく凛々しい顔つきで、海西高校の中でももっとも整った姿に描かれている。ほとんど表情を変えず、厳格な態度を崩すことはない。ただし遠藤の裏切りを聞いたときは表情こそ変えないまでも激怒し、遠藤が洗いざらい白状するほどの威圧感を示した。その力は全国で知れ渡っており、通り名が「大関東」であることからも、その影響力の大きさがうかがえる。大阪や静岡でも作田の名を出すだけで不良が驚くほどである。ただし、物語当初は「雇われ番長」だという事で、大竹には侮られていた。
何らかの格闘技を習得しているようで、眉間を突くだけで相手を昏倒させたり、腕を一時的に麻痺させたりする技を持つ。また、漁船の下敷きになり溺死しそうになっていた大竹を救うため、独力で船を陸に押し上げるなど、いざという時にはかなりの怪力をも発揮する。瞬が2回タイマンしたが、瞬は計1回パンチがかすったのみで、あえなく敗北した。
如何なる状況でも自らの身よりも弱者を守る事を優先し、劇中受けた負傷は全て弱者を庇ってのものであるが、結果的にそれが当人の命取りとなってしまう。
全国の番長界の情報をまとめた書類「作田ファイル」を残しており、たびたび海西高校で役立っている。卒業後も番長界に絶大な影響力を持ち続け、それゆえ梅林の暗殺計画に陥り、毒を注射されさらに拳銃で撃たれ、死亡した。死後も、海西の学生を始め、様々な人物がその名を畏敬し、その名のために行動し続ける、作中最大の偉人。
武藤（むとう）
副番。3年生。全登場人物中、もっとも身長が低く描かれている。ずんぐりした体形。福耳で、額が広い。
少林寺拳法の達人であり、格闘では作田を上回るといわれている。そのため、武藤が真の総番で、作田は雇われ番長などと囁かれることもある。ただし、武藤が格闘するシーンは一度もない。
相手を一喝した直後に、相手の立場を尊重する発言をして安心させるなど、無口で主張を行動で示す作田に代わり、言葉で人心を掌握することができる。作田とは強い信頼関係で結ばれている。
須藤 英治（すどう えいじ）
参謀。2年生。メガネ、長髪、痩身と一見ガリ勉風だが、格闘では刃物の突きを跳び蹴りで迎撃するなどの技術を見せる。冷静に状況を分析し作戦を提案する、自他共に認める海西番の「コンピューター役」。常に冷静な性格だが、作田が梅林に土下座をしろと要求されたときは真っ先に戦争を受けると発言し、作田に制止された。以後成長し、作田の死を目の当たりにしても、涙こそ流したが、声を上げることなく落ち着いて対処していた。
遠藤 高介（えんどう こうすけ）
外番。2年生。角刈りで恰幅の良い風体。ケンカもそれなりに強い。大竹の失脚後、若番頭に就任するが、梅林高校の柿内に脅されて海西の情報を流していたことが発覚。瞬から制裁を受けた後、しばらく登場しなかったが、その後は更生したらしく、3年生になったときに参謀役になった。
四方喜一郎（よも きいちろう）
2年生。本作において、瞬と陽一に最初に倒された相手(2人がかりで倒したため、タイマンではない)。アンコ型の巨漢で、怪力。第1話の初登場時はサングラスをかけた凶暴な人物だったが、陽一とのタイマンに負けてからは進学コースに進んで更生し、彩和(さわ)という彼女もできた。
3年生になったときに大竹が次期総番を辞退したため、半ば押し付けられる形で総番となり、再びサングラスをかけた不良スタイルに戻った。しかしその後、西垣津との辻斬りタイマンで敗北して、総長の座を陽一に譲る。以後は無役職。
梅林編の最終決戦で、敵軍の総大将(総番ではない)の不動とタイマンして、これを下す。
大竹 浩明（おおたけ ひろあき）
2年生。髪を逆立てた髪型。左こめかみに星のマークがある。会議のとき以外は、白いジャケットとボトムのセットアップを着用。
次期総番と目されており、多数の取り巻きを抱える。しかし、梅林の草番・青山に利用されて作田を危険に曝すなどの隙を見せたため、次期総番に指名されるが、辞退する。以後は瞬たちの先輩として、そして参謀として活躍する。
「タイマンはったらダチ!」のセリフを、主人公に初めて言わしめた人物でもある。
岡田（おかだ）
2年生。大竹の取り巻き。竹箒を逆立てたような髪型。卑怯な手で瞬と陽一を陥れる。梅林戦争編に入ってからは、回想シーンに一度登場したきりである。
中西（なかにし）
1年生。初登場は第5話。背は比較的小さく、体格も華奢。髪型はモヒカン。左こめかみに月の、右こめかみに星のマークがある(髪型なのか刺青なのかは不明)。目は丸く可愛い顔で、言葉遣いも丁寧語であるが、ケンカや襲撃の時は三白眼になって、言葉遣いも乱暴になる。
第6話で、交際していた純子が不良にレイプされそうになったが、自力で助けられず、瞬と陽一に助けを求めたことから、2人と知り合った。陽一に好意を持った純子には愛想を尽かされるが、諦め切れず、陽一にタイマンを挑み、以後2人とはダチとなる。
ケンカは弱く、本人曰く一度も勝ったことはない。しかし海西の名を出されると表情が一変し、何度でも立ち上がる根性を見せる。得意技は頭突き。特技は車の運転(ただし無免許)。鍵をこじ開ける開錠術も習得。また、瞬時に女心を掴むことができる話術の持ち主で、女性にモテる。純子にフラれた後も、すぐに別の恋人ができたらしい。女学生を利用して情報を得ることもある。
3年次に副番に就任。九州戦争編で、敵幹部の萌火火見子と恋仲になるが、権力者である火見子の父親から恨まれ、京都戦争編で刺客に殺害される。後に火見子が中西の子供を懐妊していたことが判明する。最終回でも瞬・陽一が彼のことを思い出すシーンだけで1ページ割かれている。単行本表紙への登場回数が瞬と陽一に次いで多い。
西垣津志朗（にしがいつ しろう）
静岡編直後に登場するレギュラーキャラクター。白い学ランを着用。初登場時は敷島高校という番のない学校の2年生で、一匹狼のツッパリであった。名を上げるため、総長の四方を辻斬りタイマンで倒し、関東総長を勝手に名乗り出した直後、何者かに瀕死の重傷を負わされる(後に西の関と判明)。
その後、自ら海西に転入して番に入り、瞬が小刑にいる間、「外番代行」を務める。瞬・陽一とどちらともタイマンの経験はないが、海西の力を認めており、自ら軍門に下った形。後に正式に外番になり、部隊を指揮して活躍する。タイマンの強さは海西でもトップクラスで、京都編では敵の精鋭を瞬く間に倒した。跳び蹴りを決め技に使う。
夏木 優一（なつき ゆういち）
海西高校草番。スキンヘッドに、前面から後頭部にかけて縞状に切り傷がある。左目に縦に切り傷があり、左眉が無い。漆黒のハーレーダビッドソンに乗る。真っ黒なヘルメットとタイトなライダーズスーツを常時着用。
海西の草番として東北・北陸地方に潜っていたが、母校のピンチを聞き、京都編開始直後に海西に戻ってきた。味方には礼儀正しく冷静だが、血の気の多い性格で、戦闘になると率先して突撃する。
なお、作田ファイルによると草番は他に4人いるとのことだが、最後まで他の4人は登場しなかった。
斉藤 竜次（さいとう りゅうじ）
九州編終盤で登場。2年生。柔道部。インターハイに出場が決まっている実力者だが、海西のピンチを聞き、永井とともにスポーツを捨て、番に志願する。火見子の乗ったポルシェを受け止めてひっくり返せるほどの怪力。
最終回において、新総番に就任する。
永井 純（ながい じゅん）
九州編終盤で登場。2年生。陸上部。斉藤と同じく、インターハイ出場の実力者だが、番に入ってきた。競技種目名は不明だが、走り高飛びと思われる描写が複数ある。
最終回において、新副番に就任する。
古田 理一（ふるた りいち）・滝川大介（たきがわ だいすけ）
1年生。頭身が低く描かれる。常に2人で行動する。気ばかり強く、ケンカの実力は伴わないが、愛校心は誰にも負けない新人コンビ。最終回において、大介は新外番に、理一は新若番頭に就任する。

#### 関東梅林高校
柿内 勇次（かきうち ゆうじ）
関東梅林高校の外番。2年生。身長は非常に大きく、頭髪は左半分がスキンヘッド、右半分は伸ばしっぱなし。額に刺青があり、顔面は常時怒りのシワで満ちている。服装も、学生服を大きく改造したパンク・ファッションである。ナイフで刺されても何とか歩けるタフな男。
海西と梅林の戦争のきっかけとなった人物であり、関東編では終始海西の前に立ちはだかる。瞬とタイマンし敗北、仲間からも見捨てられたが、瞬とダチになる。平番に格下げとなったが、以後ところどころで出てきて瞬を手助けするようになる(ただし梅林への愛校心も捨ててはおらず、最低限の義理は果たす)。
九州編において大阪梅林の学生の「先輩の柿内に相談した」とのセリフがある。
大久保（おおくぼ）
総番。学ランをマントのように羽織っている。校舎の柱を一撃で倒壊させるとてつもない怪力の持ち主。作田にあっけなく倒される。
序盤に多く登場した、人間離れした巨躯と怪力に描かれていたキャラクターの1人。
貝村（かいむら）
1年生。若番。実は双子だが、タイマンのときは1人だけ出てきて途中で入れ替わるという卑怯な手を使っていた。2人まとめて陽一に倒される。
関東編で登場しているが、2人で大阪梅林四天王の一角を占めていた。
青山 竜郎（あおやま たつろう）
梅林大阪本校の草番。2年生。大阪では大河と同じ浪花南高校でアーチェリー部に所属していた。海西の2年生として転入し、作田の命を狙ったが失敗。
作田達は青山の正体を見抜いて利用するつもりだったが、瞬とタイマンして敗北し、海西を去る。

#### その他の高校
土橋 丈（どばし じょう）
第9巻の初登場時は、西垣津の子分になるために登場した高校生の1人だった。その後、九州編において星空(せいくう)学園総番であることがわかる。
九州編に入ると、海西とともに一部隊を率いるレギュラーキャラクターとなる。特に、陽一の別働隊として活躍する。
肌が褐色なのが大きな特徴。髪型はスキンヘッド。眉毛は白い。額に、白くて丸い模様が3つある(配列は「∵」)。自身が窮地に陥っても部下の身を案ずる発言をする人物。一方、敵に対しては容赦しない。タイマンでは、海西につく前の日輪に完敗。京都編では海東高校の精鋭をあっという間に倒した。
初登場とレギュラー化の間に長い未登場期間があり、外見や扱いに若干の違いが見られる。
海洋水産高校の番
本名不詳。役回りから総番と思われる。『ポパイ』のような大きなあごの男。制服の水兵服を着用。西の関の関東攻略に手を貸しつつも、関東総長の座を狙う小賢しい人物。
この高校は、日輪の関東攻めの際も前線基地となっていた。多くの船舶を保有しており、梅林・海西・九州勢のいずれにも利用されている。

### 中部地方

#### 中部義塾高校
早乙女（さおとめ）
中部義塾高校の総番。額に、仏像のような丸くて黒い模様がある。手下は非常に忠誠心が強い。
静岡が大阪梅林の侵攻を受け、海西に救援を求めてきた。その後、大阪梅林戦争の時は、軍勢を率いて海西に合流した。

#### 今清水学園
静岡における梅林の本拠地。
阿原口（あわらぐち）
総番。顔に大きな切り傷のある、後ろ髪が長い男。3年生。梅林本校の継承権は第3位。瞬にタイマンで倒される。
武者（むしゃ）
副長。小柄で、前髪を逆立てた男。下あごが突き出ている。総長がいない隙を瞬に突かれ、タイマンで敗北。
船津（ふなつ）
金髪の長髪、スレンダーな体形のヤサ男。中華礼服のような衣装を着用。仕込みナイフで敵を切り刻む。手下の女達を利用して瞬と陽一をおびき出すが、陽一とのタイマンに敗北。

### 関西地方

#### 梅林高等学校大阪本校
本校の解説は番内の序列に従って記載する。
大阪梅林高校総番
本名不明。全ての梅林高校勢の頂点に位置する存在。膝まで隠れる長ランを着用。顔つきは険しく、後ろ髪はウェーブのかかった長髪だが、前髪の生え際は頭頂部まで後退している。彼が鎮座している総長の椅子の両脇には、さまざまな凶器が立てかけてある。
最終決戦においては梅林本校から出ることなく、不動と仁王に電話で指示を出していた。
長ランの下には鎧を着用。大型のナイフを投げつけ攻撃する。
武器や卑怯な手口に頼っている事から本人の実力は低く、瞬からは「(手も足も出なかった)作田とはものが違う」「俺がタイマンした中で一番弱い」と見切られる。尊敬していた作田を殺したのがこんな男だったのかと激高した瞬に倒され、激しい制裁で危うく殺されかけた。
高見倉（たかみくら）
梅林の知恵袋。作田の暗殺計画を立案し実行する。作田とは同い年だが、留年している。銃弾を撃ち込んでも倒れない作田に恐怖し、発狂する。
不動（ふどう）
梅林継承権第2位。不動明王像によく似た顔と髪型。色は浅黒い。四方ほどではないが恰幅のいい体格。
梅林戦争の最終局面において、海西軍と対峙した梅林軍勢の大将として登場。四方と対戦し激闘のすえ敗北した。
仁王 豪（におう ごう）
仁王像によく似た顔と髪型。
梅林戦争の最終局面において、大河の見張り役として登場。総番からは、不動と同程度の信頼と評価を得ているようである。不動と合流するため移動中に大河の追撃を受けタイマン、これに敗北する。
九州編にて、段木の陰番として再登場。ここで、梅林編では触れられていなかった梅林継承権について、「第2位」と判明する。
西の関（にしのせき）
馬面でサングラスを着用。梅林本校の継承権は第4位。初登場は第8巻。
静岡攻略が失敗したあと、関東の海洋水産高校と結託し、関東総長の座を狙った。瞬とのタイマンに負け、西垣津殺人未遂の容疑で逮捕される。梅林編後、瞬と少年院で再会したときには、先輩服役囚のいじめによってすっかり弱腰になっていた。しかし瞬の男気に感動して脱走に協力する。出所後は大河の下で戦いつづけた。
緊迫した場面で自分はソロバン2級だと自慢したり、溺れて泣きながら助けを求めたりなど、他の番と比べてやや愉快な言動をする。
大神（おおがみ）
貝村兄弟についで登場した大阪梅林四天王のうちの1人。通称「六甲おろしの大神」。縦縞のキャップと、阪神タイガースのエンブレム入りブルゾンを着用。ほうれい線が濃く、白髪で、中年に見える。美鳥を暴力によって囲っていた。修学旅行中の瞬にナイフで襲いかかるが、返り討ちにあう。

#### 浪花南高校
大河 誠（たいが まこと）
総番。長いもみ上げと肩までかかる長い後ろ髪が特徴。学生服は着用せず、トップスは常に黒くタイトなＴシャツである。彼の指揮下にある浪花南高校の番たちは、学生帽や下駄を着用している者が多い。
瞬からは『浪花の虎』と呼ばれる。修学旅行中の瞬を助けたことで友情が芽生え、瞬を『関東のライオン』と呼ぶ。以後は海西に協力していく。一方で海西のやり方に危機感も感じており、海西の動き方によっては全国制覇を開始すると部下に発言していた。
大河を落とすには梅林の兵力の半分が必要と言われ、梅林ですら手が出せなかった。タイマンの回数こそ少ないが、その強さの描写は作中でもトップクラスであり、梅林の仁王豪などを撃破している(移動中の敵軍を路上で迎え撃つ形が多い)。
大関東・作田への敬意や瞬との友情とは別に、海西が台頭することへの懸念を持ち、海西の出方次第では反旗を翻す腹を持っている。
完結編において、全国高校会議を提唱する。

#### 開東学院高等学校およびその関係者
京都戦争編の敵。番はおろかスポーツ部すらないという、東大進学率全国一のエリート進学校。バックには政治家や警察が付いている。登場人物の多くが本名不詳のため、外見で呼称する。
茶髪で背の高いメガネ
海東学院の不良グループ(その正体は生徒会の幹部達)のリーダー。体格もよく、高速のパンチを連続で繰り出す。瞬にタイマンで敗北したあと、両肘を逆関節に曲げられ折られるという凄惨な制裁を受けて気絶する。
メガネでデブの大男
顔が下膨れで眼は細く、締まりのない贅肉で全身、特に頭部周辺がたるんでおり、非常に不気味な容姿。
中西を撲殺した実行犯。学ランの下に鎧を装備。拳にも篭手をはめており、殺人的なパンチ力を誇る。関東まで出向き中西を殺害しただけでは飽き足らず、欲を出して陽一まで襲撃したが失敗し倒される。
京都編の最終対決では大河と戦い、手四つから両腕を折られて倒され、制裁として瞬に右耳を切断される。
茶髪で背の低い男
京都編の最終対決で夏木とタイマンするが、戦う前から命乞いをしたため夏木の怒りを買い、どつき倒される。その後、理事長の自宅まで案内させられる。タイマンはったらダチの思想を理解した海東唯一の人物。
黒髪でたれ目の男
陽一に、見開き2ページ全部使用した凄まじいアッパーカットを喰らい、倒される。
黒髪で眉毛の薄い男・茶髪でソリコミのある男
2人で段木を殺害した実行犯。京都で瞬を襲撃する。2人で挟み撃ちにする戦法を使う。黒髪のほうは、最終決戦で日輪に鎖骨を砕かれ倒される。茶髪のほうは、瞬に捕らえられ尋問を受ける。
綾木（あやき）
海東の学生で唯一名前が判明している。大河を消すために送り込まれた。筋骨隆々、碧眼で、髪色も黒ではなく、欧米人のような風貌。
大河の一行にダンプトラックで突撃して、西の関に重傷を負わせ、路上で大河とタイマンして敗北する。
木崎（きざき）
萌火財閥総帥・萌火元一郎の私塾の門下生(海東の学生ではない)。萌火元一郎の命で、文部大臣の中野に近づき、そこから海東学院の理事長と学生を動かして、段木と中西の殺害を実行させた。京都編の事実上の最終ボスといえる人物。
肌は濃い褐色、ショートヘアーで、ボディビルダーのような筋肉の付き方。格闘において瞬を完全に上回り、半殺しにしたが、逆転負けを喫する。
萌火元一郎（もえび げんいちろう）
萌火財閥の総帥。萌火火見子の父親。顔と髪型は小泉純一郎に似ている。木崎を使って、段木と中西を殺害させた真の黒幕。乗り込んできた瞬に殴り殺されそうになる。しかし、火見子のお腹の子供に免じて瞬が翻意し、殺されることはなかった。

### 四国地方
日輪進一郎（ひわ しんいちろう）
九州編から登場。四国の総長。土佐水業高校。土佐弁で話す。飄々とした性格。毛深く、無精ひげを生やし、穏やかだが眠そうな顔をしている。素肌の上に直接学ランを前開けで着用。草履を履いてがに股で歩く。
当初は段木から関東に送りこまれたが、海西と拳を交えるうちに段木のやり方に疑問を抱き、ついには海西側に付くことになる。以後は海西と完結編まで行動を共にする。
タイマンの強さは作中屈指。土橋を倒し、西垣津、瞬のいずれとも引き分けている。天成流という剣法を習得しており、剣の勝負なら瞬にも負けないと自負しており、開東の刺客の剣術使いとの木刀でのタイマンでは一撃で勝っている。

### 九州地方

#### 天草総業高校[5]
長崎の雲仙岳と思われる活火山の麓にある高校。校舎は切妻造で2階建てと、他の高校と趣が異なる。
段木 将視（だんぎ まさみ）
九州地方の総長。九州戦争編のボスキャラクターである。3年生。
容姿は美しく整っている。少年院の服役囚にもかかわらず豪華な自室を与えられており、小鳥まで飼っている。言葉遣いは誰に対しても丁寧語だが、目的のためには手段を選ばぬ残酷な一面もみせる。17歳で入所し、登場時は19歳。少年院の総房長として君臨しており、服役中に3人殺しているという。七人衆という取り巻きがいる。瞬より一足先に出所し、関東を攻略し始める。
視認できないほど高速の突きを繰り出し、相手の肉体を切り刻む。九州編の最終決戦で瞬とタイマンし敗れたが、タイマンはったらダチの言葉に共感してマブダチになる。しかしその後まもなく、刺客(海東高校)によって撲殺された。
登場人物中、唯一誕生日が判明している。昭和43年4月29日生まれ。単行本15巻表紙では最も手前に描かれている。
萌火火見子（もえび ひみこ）
天草総業高校の副番。黒いドレスを着用。黒髪で鋭い目つきをしている美女。
萌火財閥の令嬢にして段木の配下だが、段木は資金源として利用していただけである。ナイフの使い手で、陽一を背後から切りつけた。
関東に派遣された際、ホテルの一室で中西の襲撃を受ける。中西はあんたとオレのタイマンなどと言い、火見子の服を破り、自らも裸になりベッドに押し倒す。なお、この時点で火見子は処女であった。その後、中西と恋仲になり、中西の子供を身ごもる。

#### その他の高校
日景（ひかげ）
山口県の紅南高校(本作では山口も九州勢に入っている)。肌が褐色。眉毛が白い。日輪と同様、段木から送り込まれ、浪花南高校を襲撃した。一撃で廃車一台を倒壊させるほどのパンチ力をもつ。瞬とタイマンし、顔面を蹴りで切り裂かれて敗北。
尾山（おやま）
福岡五十高等学校総番。髪は真ん中で分けたオールバック。つりズボンと白のワイシャツを着用。道明内と福岡を二分している。陽一に倒される。
道明内（どうみょうち）
高校名不明。尾山と福岡を二分している。眉毛がない。フランケンシュタインを髣髴とさせる筋肉質の大男。カイザーナックルをはめて陽一とタイマンし倒される。

### 北海道地方

#### 北海道酪農高校
札幌にある。完結編で1話のみの登場。
飯坂（いいざか）
3年生。瞬が北海道に来た時には、鯨岡に総番の座を追われていた。自宅に瞬を入れて、鯨岡の情報を教える。
鯨岡（くじらおか）
2年生。ニットキャップをかぶった恰幅のいい巨漢。腹が大きく出ている。学生服の上にブルゾンを着ている。
飯坂から総番の座を奪い取った凶暴な人物。雪の降る公園にて、瞬とタイマンし倒される。

### その他の人物
作田 果菜（さくた かな）
作田の実妹。導入編のヒロイン。黒髪セミロングの美少女。海西中等部。第1話で瞬・陽一と知り合う。ふたりのセクハラ発言に対しては平手打ちを見舞うなど物怖じしない性格。戦争が始まってからはほとんど出番は無くなる。最終回には登場し、瞬・陽一の卒業を涙で見送る。
雪（ゆき）
導入編で登場。星菫女子高校2年で外番。通称「カミソリの雪」。「雪」は苗字。髪型は黒髪のショートカットで額を見せ、ファッションもパンツスタイルと、連載当時の流行を取り入れている。
ある事件で瞬と戦うが和解し、瞬と付き合うようになる。しかし柿内の反感を買い、柿内にレイプされる。その心の傷は癒えることなく、ついに瞬の前から姿を消していく。
純子（じゅんこ）
導入編で登場。海西高校1年生。中西の彼女だったが、レイプされかけていたところを陽一に助けられたことから、中西を振って陽一に言い寄る。陽一は中西に純子を返すつもりだったが、よりは戻らず別れたようで、その後は陽一とデートする様子が描かれる。
美鳥（みどり）
瞬の彼女。2年生。大阪で大神に飼われていたところを瞬に救出された。瞬に惚れて関東に移ってきた。瞬の遠征先にまで付いてきて浮気を監視するなど、一途過ぎる面も見せる。
少年院編に入る直前に登場したのが最後の描写。最終回で、まだ瞬と付き合っていることがわかる。
火口（ひぐち）
関東梅林戦争編で登場。3000人超の暴走族「ブラックフィッシュ」の頭。陽一の先輩であり、作田の友人でもある。陽一の要請で、大竹への輸血に駆けつける。裏切り者の手によりバイクに細工をされ事故死。
中里 孝三（なかざと こうぞう）
第10話のみで登場。陽一の小学生時代のダチで、現在はヤクザ。陽一が学生として生活していることを知り、自ら身を退き、姿を消していった。
土橋（どばし）
星空学園の土橋とは別人。少年院編で登場。瞬が入れられた第7房の室長であったが、瞬とのタイマンに負けて、瞬にその座を譲る。
久志嶋（くしじま）
少年院編で登場。九州では5人殺しの久志嶋と言われていた。キノコ雲のような髪型。瞬とタイマンし倒される。

## 書誌情報
1. ISBN 4-253-04461-1 1985年8月発売
2. ISBN 4-253-04462-X 1985年10月発売
3. ISBN 4-253-04463-8 1985年12月発売
4. ISBN 4-253-04464-6 1986年2月発売
5. ISBN 4-253-04465-4 1986年4月発売
6. ISBN 4-253-04466-2 1986年6月発売
7. ISBN 4-253-04467-0 1986年9月発売
8. ISBN 4-253-04468-9 1986年11月発売
9. ISBN 4-253-04469-7 1987年1月発売
10. ISBN 4-253-04470-0 1987年3月発売
11. ISBN 4-253-04471-9 1987年5月発売
12. ISBN 4-253-04472-7 1987年7月発売
13. ISBN 4-253-04473-5 1987年9月発売
14. ISBN 4-253-04474-3 1987年11月発売
15. ISBN 4-253-04475-1 1988年2月発売
16. ISBN 4-253-04476-X 1988年4月発売
17. ISBN 4-253-04477-8 1988年7月発売
18. ISBN 4-253-04478-6 1988年10月発売